# Spirou et le Tank
Spirou et le Tank est la vingt-deuxième histoire de la série Spirou et Fantasio. Réalisée par André Franquin début 1946, elle est publiée pour la première fois en décembre dans l'Almanach 47 de Spirou.

## Résumé
Par une belle journée Spirou, Fantasio et Spip se promènent dans un parc et vont à la rencontre de soldats Américains vendant du matériel militaire. Après la démonstration efficace d'une grenade par l'un des militaires, l'attention de Fantasio se porte sur un tank, fonctionnel et l'achète pour dix mille francs. Fantasio veut alors l'essayer mais le démarre par mégarde avec Spirou et Spip à son bord. Il s'ensuit d'importants dégâts dans la ville, heureusement sans aucun blessé. À la suite de cela, Spirou enjoint Fantasio de réparer les dégâts dans la ville. Mais devant la tâche immense qui attend les héros, les enfants de la ville, reconnaissant les figures connues de Spirou et Fantasio, décident de les aider et réparent l'ensemble des dommages en un temps record. Finalement, deux jours plus tard, Fantasio vient voir son ami pour lui montrer sa nouvelle entreprise. Il a en effet reconditionné le tank en un engin de démolition. La courte histoire se termine sur la destruction de la mauvaise maison par Fantasio, qui s'évanouit devant son erreur.

## Personnages
- Spirou
- Fantasio
- Spip
- Le vendeur du tank
- Les enfants du quartier

## Historique
Cette histoire est la première histoire de Spirou et Fantasio réalisée par André Franquin. Début 1946, Jijé, de son vrai nom Joseph Gillain, commence à se lasser de Spirou, qu'il n'a pas inventé. Charles Dupuis, l'éditeur du Journal de Spirou propose alors à Franquin, avec l'aval de Jijé, d'écrire une histoire des personnages indépendante de la série principale dessinée par Jijé. Chose amusante, Franquin avait eu entre ses mains le Journal de Spirou avant la guerre mais l'avait trouvé mauvais et a commencé à dessiner Spirou sans avoir lu ni vu le travail de ses prédécesseurs.
Si Spirou et le Tank n'est pas publiée immédiatement, elle est appréciée par les éditeurs comme par Jijé, lequel décide de confier la série principale à Franquin. La transition se fait à la cinquième planche de l'épisode La Maison préfabriquée, publiée le 20 juin 1946 dans Le Journal de Spirou. Spirou et le Tank paraît finalement dans L'Almanach 47 en décembre 1946.

## Publication

### Revues
L'almanach 47 de Spirou

### Album
HS1 "Les aventures de Spirou et Fantasio" : L'héritage
Spirou et Fantasio l'Intégrale Tome 1 : Les débuts d'un dessinateur

### Documentation
- Christelle et Bernard Pissavy-Yvernault, La Véritable Histoire de Spirou : 1937-1946, Dupuis, janvier 2013 (ISBN 9782800157078).